# L'Aide-mémoire
L'Aide-mémoire est une pièce de théâtre de Jean-Claude Carrière créée en 1968 au Théâtre de l'Atelier.

## Théâtre de l'Atelier,1968
246 représentations.
- Mise en scène : André Barsacq
- Scénographie : Agostino Pace
- Distribution :
  - Elle : Delphine Seyrig
  - Lui : Henri Garcin

## Théâtre Saint-Georges,1980
- Distribution :
  - Elle : Caroline Cellier
  - Lui : André Dussollier

## Comédie des Champs-Élysées,1992
Du 27 octobre 1992 au 28 mars 1993 à la Comédie des Champs-Élysées.
- Mise en scène : Bernard Murat
- Décors : Nicolas Sire
- Costumes : Carine Sarfati
- Lumières : Jacques Wenger
- Distribution :
  - Elle : Fanny Ardant
  - Lui : Bernard Giraudeau

Ce spectacle obtient quatre nominations aux Molières 1993 : comédien, comédienne, auteur, théâtre privé.

## Comédie des Champs-Élysées,1993
Du 21 septembre 1993 au 1er janvier 1994 à la Comédie des Champs-Élysées.
- Mise en scène : Bernard Murat
- Scénographie : Nicolas Sire
- Costumes : Florence Desouches
- Lumières : Jacques Wenger
- Distribution :
  - Elle : Jane Birkin
  - Lui : Pierre Arditi

## Théâtre de l'Atelier,2014
Du 25 mars au 5 juillet 2014.
- Mise en scène : Ladislas Chollat
- Scénographie : Emmanuelle Roy
- Costumes : Jean-Daniel Vuillermoz
- Lumières : Alban Chauvé
- Distribution :
  - Elle : Sandrine Bonnaire
  - Lui : Pascal Greggory